# Salonwagen von Abraham Lincoln
Der Salonwagen von Abraham Lincoln war der erste Salonwagen, der für die ausschließliche Nutzung durch den Präsidenten der Vereinigten Staaten vorgesehen war.

## Vorgeschichte
Die Vorgänger von Abraham Lincoln nutzten für Eisenbahnfahrten zunächst Fahrzeuge des öffentlichen Verkehrs, später die Salonwagen, die für Reisen des Managements bei fast allen der zahlreichen Bahngesellschaften in den USA beschafft worden waren. Das war auch bei Abraham Lincoln der Fall, der im Zusammenhang mit dem Amerikanischen Bürgerkrieg zahlreiche Bahnreisen unternahm.

## Bau

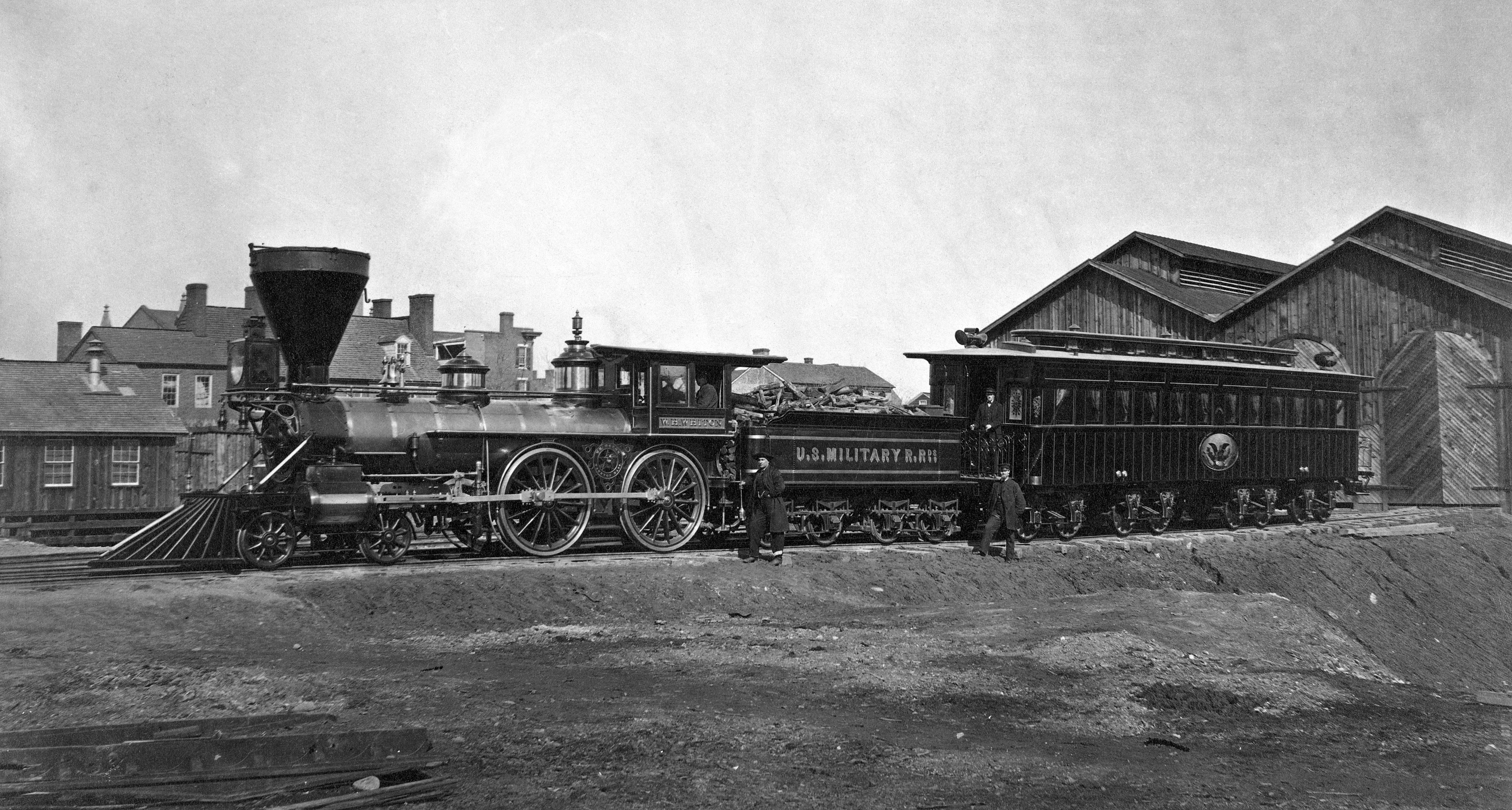
Der Salonwagen im Januar 1865, vorgespannt die Lokomotive W. H. WHITON der USMRR

1863 wurde von der Regierung ein eigener Salonwagen für den Präsidenten bei der United States Military Railroad (USMRR) in Auftrag gegeben. Der Bau erfolgte von Dezember 1863 bis Mai 1864 im Bahnbetriebswerk der USMRR in Alexandria. Lincoln war an dem Fahrzeug sehr interessiert und besuchte die Werkstatt während des Baus mehrfach. Der Wagen kostete 10.000 US$.
Das Fahrzeug war 13 m lang, 2,60 m breit und ebenso hoch. Es hatte eine „moderne Heizung“, Einstiegsplattformen an beiden Enden und das Dach einen Aufbau für Oberlicht. Das Fahrzeug lief auf vier je zweiachsigen Drehgestellen. Die Idee war, dadurch einen besonders ruhigen Lauf zu garantieren. Tatsächlich lief es aber sehr unruhig und neigte dazu, in den damals recht primitiven Weichen zu entgleisen. Das Fahrzeug war gepanzert.
An den Seiten befand sich jeweils eine große, ovale Metall-Plakette mit dem Wappen der Vereinigten Staaten und die Aufschrift „United States“.
Das Innere war in drei Räume eingeteilt: Einen Vorraum mit Waschgelegenheit, einen Aufenthaltsraum für den Präsidenten und einen Besprechungsraum. Das Fahrzeug hatte 12 Fensterachsen. Im Innern waren zwischen den Fenstern die Wappen der damals 35 Staaten der USA aufgemalt. Darunter befand sich eine textile, gepolsterte Wandbespannung. Im Besprechungsraum stand auch ein Sofa von 2,30 m Länge und konnte in eine obere und eine untere Schlafgelegenheit auseinander geklappt werden.

## Nutzung

### Staatsfahrten
Nach einer Probefahrt auf der Orange and Alexandria Railroad (O&A) wurde der Salonwagen aber zunächst abgestellt. Die Gründe sind nicht ganz klar. Es können Sicherheitsbedenken gewesen sein, den Präsidenten in einem so auffälligen Fahrzeug zu befördern oder auch die Scheu, die für die Beförderung des Salonwagens zu entrichtenden Kosten aufzuwenden. Als der Bürgerkrieg am 9. April 1865 mit der Kapitulation der Südstaaten endete, war der Wagen noch immer ungenutzt. Wenige Tage später, am 15. April 1865 erlag Lincoln einem Mordanschlag.
Der Salonwagen wurde nun für die Überführung seiner Leiche zum Begräbnis in seine Heimatstadt Springfield umgebaut: Der Konferenzraum wurde ausgeräumt und dort ein Katafalk aufgestellt, der den Sarg aufnahm. Im Juni 1865 kam der Wagen mit gleicher Bestimmung ein zweites Mal zum Einsatz, als die am 21. Juni 1865 verstorbene Frances Adeline, geborene Miller, die Ehefrau des Außenministers William H. Seward, zu ihrer Beisetzung überführt wurde.

### Nachnutzung

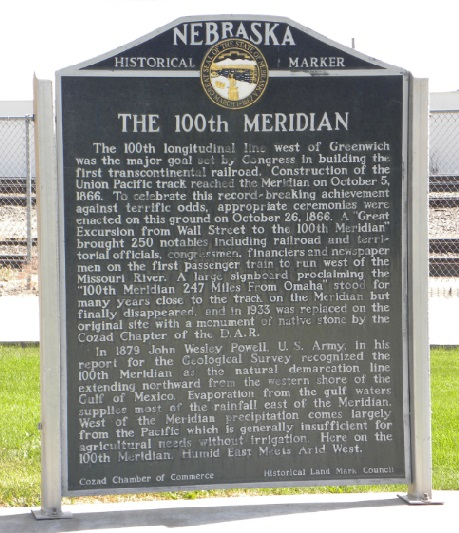
Gedenkplakette am 100. westlichen Längengrad

Der Salonwagen wurde bereits 1866 für 6840 US$ an die Union Pacific Railroad (UP) verkauft, wo das Fahrzeug sowohl deren Präsidenten als Salonwagen diente, als auch gemietet werden konnte. Einer der ersten Einsätze war eine Fahrt zu der Feier, als die UP mit der im Bau befindlichen Transkontinentalstrecke den 100. Meridian westlicher Länge erreichte. Auf der Fahrt diente der Wagen dem Vizepräsidenten der UP, Thomas C. Durant.
Schon bald war das Fahrzeug nicht mehr modern genug und wurde nur noch für nachrangige Aufgaben eingesetzt, unter anderem in Zügen für Einwanderer. Die UP verkaufte es schließlich an die Colorado Central Railroad, aber es kam an die UP zurück, als diese 1879 die Colorado Central übernahm. In den 1880er und 1890er Jahren diente der Wagen als Wohnquartier für Streckenarbeiter. Es gab den Versuch, das Fahrzeug für die Weltausstellung 1893 in Chicago zu restaurieren, was aber scheiterte, weil die erforderlichen 5000 US$ nicht aufzutreiben waren. Das gelang erst für die Trans-Mississippi-Ausstellung, die 1898 in Omaha stattfand. Dort wurde das Fahrzeug von Souvenir-Jägern stark beschädigt. Erneut wurde der Wagen auf der Weltausstellung 1904 in St. Louis gezeigt. Später kaufte ihn der Eisenbahnunternehmer Thomas Lowry und versuchte, ihn an eine Historische Gesellschaft oder ein Museum abzugeben, was sich als schwierig erwies. Schließlich übernahm die Parkverwaltung von Minneapolis das Fahrzeug und errichtete dafür einen provisorischen Unterstand. Bei einem dort am 15. März 1911 ausgebrochenen Brand wurde es komplett zerstört.
Ein Teil der originalen Ausstattung des Wagens ist im Union Pacific Railroad Museum in Omaha erhalten, unter anderem auch das überlange Schlaf-Sofa für Abraham-Lincoln.